# 兵器
兵器（へいき、英: weaponやarm, あるいはmilitary weaponsやmilitary armsなど）は、狭義には殺傷・破壊力をもつ軍用の器具のことであり、広義には重要な軍用の器具装置類の総称。
この記事では、狭義の兵器と広義の兵器の両方について解説する。

## 概説
狭義
狭義の兵器は、「殺傷・破壊力を持つ、軍用の、器具」「軍用の、殺傷・破壊力を持つ器具」のことである。狭義の兵器は、「軍用の武器」のことであり、武器（＝殺傷・破壊力を持つ器具）の一種である。
たとえば、通常の小銃の場合を考えてみると、それを個人が保有して使用するなら（普通の）「武器」であるが、全く同じ型の銃が、軍隊で多人数によって使用されるならば「兵器」として扱われる（なお、銃と銃弾を戦場まで運ぶ労役を補給なしですべての兵士が徒歩のみで行なうことは考えられないので、たとえ小さな銃であっても軍事用途では自ずと、システムとして多人数で運用される）。また例えば核兵器でも、軍隊が保有すると「兵器」扱いである。だが1人や数人のテロリストがスーツケース大の核兵器を保有したなら、それは（軍用ではないので）「兵器」ではなく「武器」である。（なお、英語ではweaponやarmの前に「military　＝軍用の」という形容詞をつけて組み合わせた用語でしかなく、つまり武器の中で使用者（使用組織）が軍のものを呼び分けている用語で、武器の中の軍が使用しているものを特に「兵器」と呼んでいる、ということなのである。そして実際には（最初は軍隊用に開発されても、古くなるなどすると）軍隊から放出されて民間で流通したり自警団や一般人によっても使用されるようになるわけで、同一型の器具・物体が、同時期に軍隊でも使われつつ（「兵器」でもあり）、民間でも使われる（普通の「武器」でもある）、ということも起きる。）
- 軍用の小火器（写真はアメリカ海兵隊で採用されているM27 IAR）
- 狭義の兵器、ロケット砲システム。写真はアメリカのHIMARS（ハイマース）。
- 狭義の兵器の一例、自走砲（写真は、北朝鮮製のkoksan（が中東のパレードに登場したもの））
- 狭義の兵器、攻撃ドローン。近年では多用されるようになってきた。爆弾を落とすタイプと、爆薬を内蔵し "カミカゼ攻撃" をするタイプがある。（写真はイランのShahed-136。）
- 狭義の兵器、巡航ミサイル。（写真はアメリカ製のトマホーク。）
- 狭義の兵器、携帯式対空ミサイル（写真はアメリカのFIM-92 スティンガー）
- 狭義の兵器、携行式対戦車ミサイルや携行式多目的ミサイル（写真はアメリカのFGM-148 ジャベリン）
- 狭義の兵器の一例、戦車（M1A1エイブラムス）
- 狭義の兵器の一例、戦闘機（写真は米軍のF-15 イーグル）
- 狭義の兵器の一例、爆撃機（写真は米軍のB-1）
- 狭義の兵器の一例、戦艦（写真はアイオワ級戦艦「ウィスコンシン」）
- 狭義の兵器の一例、大陸間弾道ミサイル（写真はロシアのR-36）

広義
広義には、重要な軍用の器具装置類の総称である。広義には各種の電子戦兵器やC4I（＝指揮・管制・通信・コンピュータおよび情報システム）など、直接の加害力をもたない器材も含む。広義には、軍隊が軍事目的で使用しなければならない重要な車両、航空機、船舶、さまざまな設備・機器　等々を広く指すための用語である。この広義の兵器のほうは、（武器でないものも含むので）「武器」とは呼ばない。
- 広義の兵器の一例、軍用の暗視装置
- 広義の兵器の一例、偵察機（写真はRQ-4）
- 広義の兵器の一例、軍のレーダー設備
- 広義の兵器の一例、補給艦（写真は米軍のUSNS Big Horn）

## 兵器の種類
様々な分類方法がある。使用目的、利用する物理・化学現象やエネルギーの種類などを基準にしてさまざまに分類することができる。現代の兵器体系は複雑で、すっきりと分類することは不可能である。その種類は膨大な数に上る。
なお、ざっくりと大量破壊兵器 / 通常兵器に分類する方法がある。

### 大分類
- 用途別
  - 攻撃兵器
  - 防衛兵器
  - （上記以外の補助的兵器）
- 運用場所別
  - 陸上兵器
  - 航空兵器
  - 海上兵器
  - 宇宙兵器
- 破壊規模別
  - 大量破壊兵器
    - 核兵器
    - 生物兵器
    - 化学兵器

  - 通常兵器
- 加害対象別
  - 対人兵器
  - 対物兵器
- 殺害目的の有無別
  - 非致死性兵器
  - （通常の兵器）

### その他の分類

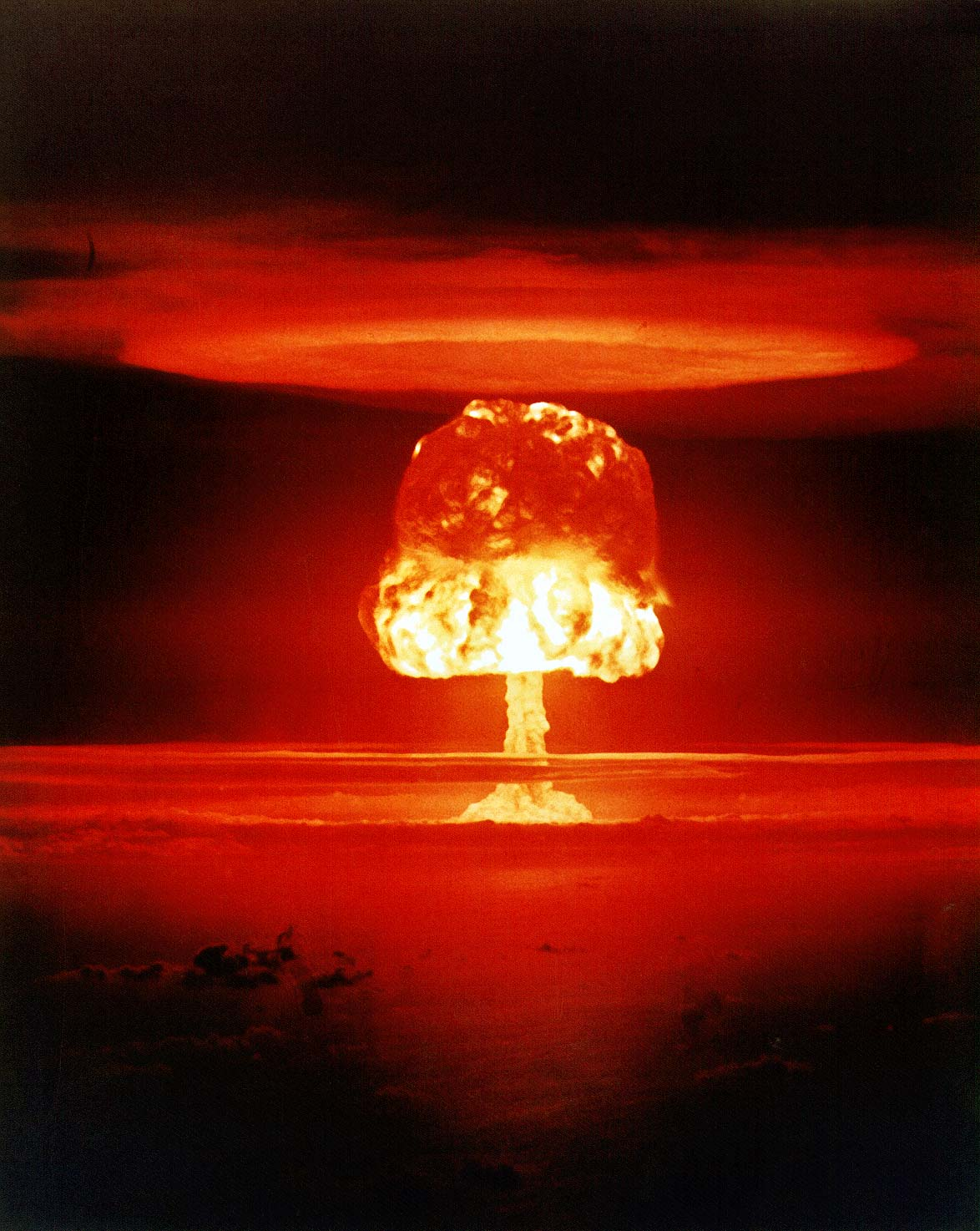
核実験による核爆発
現在、核兵器を上回る爆発力を有する単独の兵器は存在しない

- 特殊な兵器
  - 核兵器
  - 生物兵器
  - 化学兵器
  - 光学兵器
  - 音響兵器
- 設備
  - 基地
    - 駐屯地
    - 軍港
    - 飛行場および空港

  - 防空壕
  - 要塞
    - トーチカ
    - 堡塁

## 兵器の特徴

### 兵器システム
（現代では）兵器はシステムとして運用されるために以下の4つの要素から構成され、下位の要素は上位の要素が有効に機能するために存在する。この（現代では）「兵器がシステムである」という特徴は、単体で機能する武器とは異なる点である。
1. 破壊体：銃弾、砲弾、ミサイルの弾頭など[注 3]
2. 発射体：銃、砲、ミサイルなど
3. 運搬体：車両、航空機、艦艇など[注 4]
4. 運用体：レーダー、偵察衛星、コンピュータシステムなど[2]

### 最新技術と枯れた技術
兵器の開発には多くの資金と人材が使われ、生み出された軍事技術が軍事以外の民生用途にも広がる場合が多いが、逆に軍事以外の民間で開発された技術が兵器に転用される場合もある。
兵器は民間で使用される製品に比べて、過酷な環境での使用が避けられず、長期間保管後に激しく使用される傾向があり、生産数も限られる、なによりその機能不全は人命や戦争の勝敗に直接関わるために、信頼性（Reliability）や可用性（Availability）が強く求められる。
性能向上を求めて新たな兵器が開発された場合でも、戦場での実戦使用を経なければ兵器としての完成度は不十分として扱われるのが通常であり、最新軍事技術が量産兵器となって現れるまでには5年や10年といった長い年月を必要とする。民生品での新製品開発では1年や2年といった短期間で量産へ移されるので、これと比べれば軍事技術は保守的であり、特にコンピュータ技術や無線通信技術に代表される電子装置ではこの傾向が強く、兵器の配備後十年以上経過して、民間製品としては陳腐化したようなものであっても、これに代わる新たな兵器を開発して検証・量産・訓練・配備する大きなコストやリスクを避けて、枯れた技術に基づく兵器が使用され続ける場合がある。

## 開発・量産・調達
兵器の開発や製造は、兵器企業や軍需企業などと呼ばれる企業が行う。
運営形態としては国営企業の場合も、民間企業の場合も、それらの中間的な性質の企業の場合もありうる。兵器を開発・生産する企業といっても、兵器ばかりを開発・製造している企業もありはするが、一方で、民生品を開発・製造している会社がその一部門で兵器製造を行っている場合もある（生産の品目数では民生品が多いが、利益の大部分は兵器製造で得ている、という企業もある）。
まず大前提として、自国生産するか、輸入するか、中間的な方法を選ぶか、という選択肢がある。求める兵器の開発が自国単独の技術力で可能か否かが重要な要素であり、自国単独で開発できない場合は、そもそも他の選択肢を選ばざるを得ない。また自国で開発・生産できる場合でも、それで得られる兵器の性能も考慮される。兵器を自国生産できることは他国への依存度を減らし政治的な強みにはなるが、その自国生産の兵器の性能が低いのなら、軍事力が低下することになる。仮想敵国の兵器よりも強力な兵器を得るためには、自国生産をあきらめ、性能の良い兵器を輸入せざるを得ない場合もある。兵器を輸入する場合は、その輸入先の国や企業に依存することになるのでそれの負の面も考慮されることになるが、輸入によって二国間の経済関係が強化される政治面なども含めて、総合的に判断されることは多い。また近年の兵器はシステム化されているので、システム全体の整合性や相性なども考慮しなければならない。
国内での独自開発が難しい場合、次のような選択肢がある。
- 外国から兵器そのもの（完成品）を購入
- 他国との共同開発
- 製造技術の購入[4]
- ノックダウン生産やライセンス生産
- 他国の技術を購入してこれを改良[5]
- 外国製兵器の模造（一部の国）

国内メーカーの技術育成を重視する場合、兵器そのもの（完成品）の購入を避け、他の選択肢を選ぶ努力をすることになる。
兵器を他国から購入する場合、その国に依存する立場になる、ということも考慮しなければならない。兵器の主要部品を他国から輸入する場合、何らかの事情でその入手が困難になった場合に、製造不能になってしまったり、保守整備や修理などに支障が出るリスクの大きさを見積もる必要がある。近年では集積回路を多用しており、ひとつひとつの兵器に焦点を当てるとその部品として使われる特定の（特定の型番の）集積回路が入手不能になるだけで、その兵器が製造不能、保守・整備不能　という状況に陥りかねず、安全保障上の大きな懸念材料になっている。
総コスト削減のための工夫
近年は電子機器類の多用などから、兵器の開発・製造コストが高騰する傾向にある。この為、F-35の開発の様に、ほぼ同一の機体構造を用いながら様々な派生タイプの機体を開発する統合打撃戦闘機（JSF：Joint Strike Fighter）計画や、NATOのように軍事同盟を結び、一国では賄いきれない兵器コストを相互に補完しあうことで削減する試みも行なわれている。陸軍・海軍・空軍に分かれていた兵器も、20世紀末からはミサイルやレーダーといった技術から相互の共通化が顕著になり、21世紀には当初から2軍で共通する兵器開発が行なわれることが珍しくなくなっている。
たとえば、戦闘機のユーロファイター タイフーンはイギリス、ドイツ（計画開始当時は西ドイツ）、イタリア、スペインの4ヶ国が共同開発し、組み立てについても各国の分業体制で行っている。
たとえばF-35は、アメリカ合衆国の航空機メーカー、ロッキード・マーティンが中心となって開発されたが、その後統合打撃戦闘機計画に基づき、アメリカやイギリスなどが共同でF-35ライトニングを開発。F/A-18ホーネットの後継として、基本型の通常離着陸機（CTOL）、艦載機（CV）、短距離離陸・垂直着陸（STOVL）という3つの派生型を開発、製造を目指している。
たとえば大韓民国陸軍のK1戦車については、戦車開発の経験が無かったため、クライスラー・ディフェンス社（後のジェネラル・ダイナミクス社）が設計・開発を担当し、生産を韓国の現代車輌社（現代精密、後の現代ロテム）が担当した。

### 開発の考慮点
自国の技術レベルを正しく認識しながら段階を踏んだ開発が求められ、あまり急激な技術を国内開発に求めても失敗するリスクが高くなる。敵国や仮想敵国の兵器性能や兵器体系も考慮されねばならない。敵国に対して過剰な性能の兵器を作る余力があれば、他の戦力の充実に振り向ける方が得策である。また、敵国や仮想敵国が類似兵器の開発や、技術漏洩によって開発に成功してしまった場合、その対抗手段の有無が考慮される。例えばレーダーに対するチャフなどである。
兵器開発では以下の点が考慮される。
- 目的
- 実現可能性（Feasibility）
- 開発期間

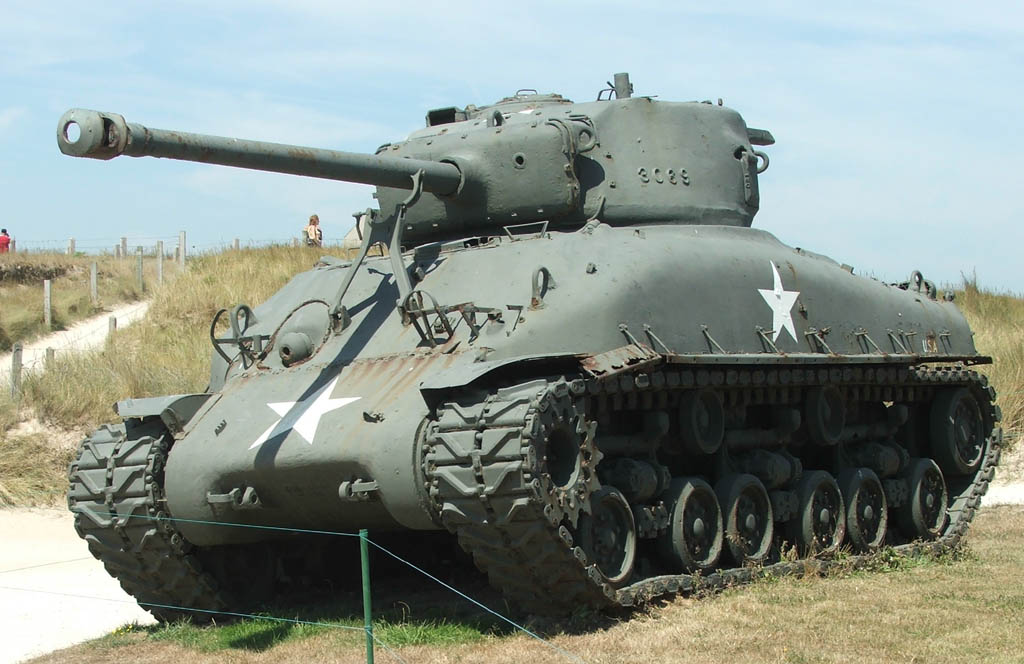
第二次世界大戦で活躍したM4シャーマン中戦車(写真のシャーマンは76mm砲搭載型。威力や射程は従来の75mm砲より向上したが、ドイツ軍の戦車に対抗するには威力不足だった)
性能こそナチス・ドイツのパンター中戦車やティーガー重戦車に劣っていたが、構成部品の規格化に伴う大量生産と車体構成部品に高い互換性を持たせた事による信頼性の保持により、数でドイツ国防軍、武装親衛隊を圧倒した

- ライフサイクルコスト（調達費や維持費など全て合算したもの）
- 性能・能力・特性など
  - 命中精度、速度、燃費といった主要な性能
  - 小型・軽量といった運搬性や可搬性
  - 耐久性
  - 整備性・保守性
  - 習熟容易性
  - 使い易さ（人間工学からの配慮も含む）
- 製造の容易性
  - 加工工程
  - 材料調達の容易性
- 他の兵器との相互運用性
- 国内や周辺国への政治的配慮

ただし原子爆弾のように特殊な例外もある。

## 兵器に対する規制
一方で兵器の開発・製造を規制する動きもある。第一次世界大戦後の「ワシントン海軍軍縮条約」や、「対人地雷の使用、貯蔵、生産及び移譲の禁止並びに廃棄に関する条約」などがある。
ただし、ワシントン会議後の1920年代から1930年代の戦間期には、確かに主力艦の保有数の制限があったものの、技術開発は続けられた。また、それら条約を批准しない国があるなどの問題もある。近年ではクラスター爆弾の使用を規制する「クラスター弾に関する条約」などが有名であるが、やはり批准を拒否する国が存在する。

## 兵器の寿命
新たな兵器が採用されるに伴い、老朽化や旧式化した兵器は退役を迎える。兵器の寿命はその兵器の耐久年数のみならず、新たな技術革新や技術の進歩に合わせて異なる。また、新兵器の更新が進まず、老朽化した兵器の延命改修を行う場合もある。
顕著な例としては、アメリカ空軍の戦略爆撃機B-52がある。1952年の初飛行後、B-1/B-2などが登場してもなお、その「枯れた技術」を基礎とした信頼性の高さから、最終量産型であるH型は2045年までの運用が予定されている。
また、第二次世界大戦時に建造されたアイオワ級戦艦「アイオワ」「ニュージャージー」「ミズーリ」「ウィスコンシン」の4隻は、1980年代の600隻艦隊構想に基づいて近代化改修が施され、冷戦が終結する1990年代前半まで運用された。
世界初の攻撃ヘリコプターとして有名なAH-1（原型のモデル209は1965年に初飛行）は、元々AH-56の開発に時間がかかる事が予想されたため、開発が完了するまでの繋ぎの暫定攻撃ヘリコプターとして採用された経緯がある。しかし、AH-56は技術面・コスト面の問題を解決することができず最終的にキャンセルされ、AH-1は主力攻撃ヘリコプターとして現在でも派生型が運用されている。

## 退役後の兵器

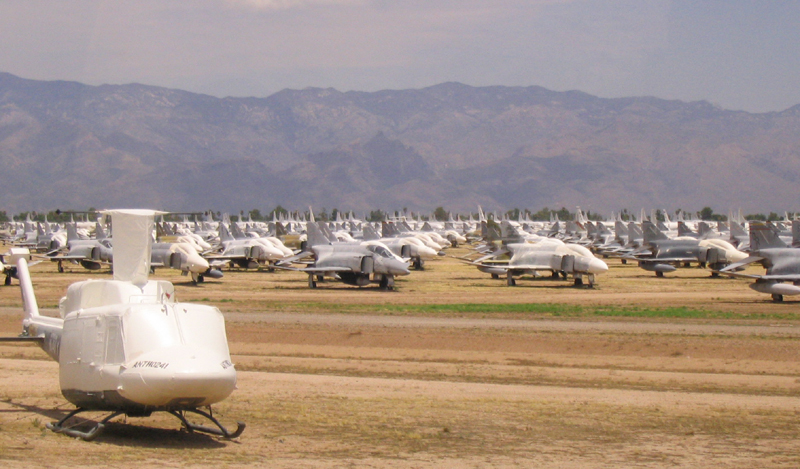
アメリカ合衆国アリゾナ州デビスモンサン空軍基地のAMARGでモスボールされ、保管される兵器たち
手前にUH-1、奥にF-4が並ぶ

第一線から退いた兵器は、様々な余生を送ることになる。
状態の良いものはモスボール化され、有事の際に前線で兵器や物資が不足した際に再利用される。また、他国への輸出商品となる場合もある。太平洋戦争終結後、海上自衛隊にアメリカ海軍から供与された、のちにあさひ型護衛艦と呼ばれる事になるアミック（USS Amick, DE-168）とアザートン（USS Atherton, DE-169）は、元々大戦終結後に予備艦となっていたものであったし、中華民国では自国のF-104の維持のため、航空自衛隊やドイツ空軍などで退役したF-104を導入し、機体数維持や部品取りに用いた。
これらに加え、博物館などで余生を送る場合もある。しかし、アメリカ海軍のF-14艦上戦闘機などの様に、退役した兵器が他国では現役で運用されている場合は、完全な形で展示されない事もある。
上記の2つは保管や維持にコストが掛るため、不必要となった兵器は最終的に解体・スクラップとなる。ただし、兵器はその運用・設計思想から頑丈にできているため、解体自体にも多くのコストを必要とする。
ベルリンの壁崩壊によるドイツ再統一に伴い、ドイツ連邦軍は東ドイツの東側の兵器を多数保有するに至った。MiG-29などの一部の兵器はドイツ連邦空軍で引き続き運用されるかインドネシアなど他国へ売却されたが、西側との規格の違いや運用コストの高さなどから多くの兵器が解体された。

## フィクションにおける兵器

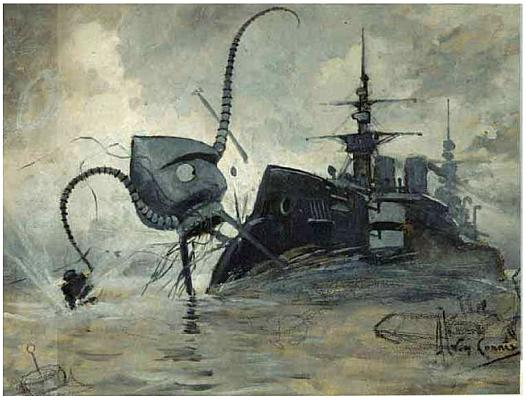
H.G.ウェルズの『宇宙戦争』の挿絵
架空の兵器である、火星人の戦闘機械（トライポッド）と実在した水雷衝角艦などをモデルとしたイギリス海軍艦艇「サンダーチャイルド」

映画や漫画、アニメーションといったフィクション作品、テレビゲーム、果ては伝説や神話などにも兵器は登場する。実在する兵器や実在する兵器を基としたオリジナルの兵器、実際に確立された技術を用いた架空の兵器、まったく空想の技術・素材・世界観を基とした架空の兵器など、いろいろなものが登場している。
実在の兵器の性能を忠実に再現しリアリティを高めた作品がある一方、製作者側が意図した、もしくは資料・知識不足から誤った描写がされている作品も散見される。特に兵器を所有する軍隊などからの協力が得られれば、実車や実機を登場させることができる。一方で日米共同制作の「トラ・トラ・トラ!」などの様に、既に実物が存在しないため、形状が似ているものを改造し撮影に用いた例もある。この作品では練習機の「T-6 テキサン」をベースに零式艦上戦闘機や九九式艦上爆撃機が用意され、大日本帝国海軍の空母「赤城」にはアメリカ海軍の「レキシントン」が代用された。赤城の艦橋は左舷側にあるがレキシントンは右舷側にあるため、作中レキシントンのパネルを登場させ、役者に赤城であると言わせる念の入れようであった。
SF、空想科学作品等では物語を盛り上げる小道具として、実在の兵器からまったくの空想の兵器まで多数が描かれている。リアルロボット作品では、架空の素材や技術を用いた架空の兵器である巨大ロボットに、兵器としての性格（研究開発、量産、壊れれば修理・交換・破棄、破壊、新兵器の登場で退役する）を与えることで「実在感（リアリティ）」を持たせることに成功した。例えばテレビアニメ「装甲騎兵ボトムズ」に登場する「アーマードトルーパー」は、同型機同士で戦い、破壊されれば乗り捨てるなど、徹底的に消耗品として描かれている。
歴史改変ものの架空戦記などでは、大日本帝国陸軍の四式中戦車や富嶽、ドイツ海軍の「グラーフ・ツェッペリン」など、試作のみに終わった兵器や量産が間に合わなかった兵器、計画のみの兵器の登場が多くみられる。それらは時として戦局を左右することもある。
実在する軍用機が多数登場する、ナムコ（後のバンダイナムコゲームス）の「エースコンバットシリーズ」は、それまでのフライトシミュレーションゲームとは異なり、物理法則や操作性などに関するリアリティの多くを限界まで簡略化することによりプレイのしやすさ（プレイアビリティー）の大幅な向上に成功した。結果として、一般的なフライトシミュレーションゲームの様なミサイルや弾丸の残弾制限や航空機の物理法則にしたがった機動や運動といったリアリティ要素は低下したが、手軽にシューティングゲームが楽しめることから2021年時点でシリーズ累計出荷本数が1,600万本を超える人気タイトルとなった。